# Абдуллаев, Гуламмахмуд
Гуламмахмуд Абдуллаев — советский хозяйственный, государственный и политический деятель, Герой Социалистического Труда.

## Биография
Родился в 1900 году. Член КПСС.
С 1923 года — на хозяйственной, общественной и политической работе. В 1923—1981 гг. — арбакеш-забойщик «Узгосторга», председатель правления колхоза «Красный партизан», бригадир, полевод совхоза имени Ворошилова, председатель правления колхоза имени Ворошилова/имени Карла Маркса Калининского района Ташкентской области.
Указом Президиума Верховного Совета СССР от 27 апреля 1948 года присвоено звание Героя Социалистического Труда с вручением ордена Ленина и золотой медали «Серп и Молот».
Избирался депутатом Верховного Совета Узбекской ССР 3-10-го созывов.
Умер в 1981 году.